# بی‌بی‌هیبت
بی‌بی‌هیبت (به لاتین: Bibiheybət) یکی از شهرهای جمهوری آذربایجان است که از توابع شهر باکو است. جمعیت این شهر در سرشماری سال ۲۰۱۰ میلادی، ۲۰۰۰ نفر بود.